# Långängen-Elfviks naturreservat
Långängen-Elfviks naturreservat är ett naturreservat på östra delen av Lidingö i Lidingö kommun i Stockholms län. Reservatet invigdes den 10 maj 2008 och omfattar en areal på totalt cirka 440 hektar och är en utvidgning av det tidigare inrättade Långängens naturreservat. Naturreservatet består till stor del av kulturlandskap. Beslutet att utvidga Långängens naturreservat till att också omfatta området kring Kottlasjön, Ekholmsnäs, Yttringe och stora delar av Elfvikslandet inkluderat Elfviks gård togs 2006.

### Fotnoter
1. 1 2 3 4 5  Skyddade områden, naturreservat, 18 december 2015, läs onlineläs online, läst: 20 januari 2017.[källa från Wikidata]
2. ↑  Skyddade områden, naturreservat, 25 februari 2020, läs onlineläs online, läst: 25 februari 2020.[källa från Wikidata]
3. ↑  Skyddade områden, naturreservat, 25 februari 2020, läs onlineläs online, läst: 25 februari 2020.[källa från Wikidata]